# Snowflake, le gorille blanc
Pour les articles homonymes, voir Snowflake, Copito (homonymie) et Floquet de Neu.
Pour plus de détails, voir Fiche technique et Distribution.
Snowflake, le gorille blanc (en catalan Floquet de neu, en espagnol Copito de Nieve) est un film espagnol sorti en Espagne en 2011. 
Combinant des prises de vue réelles avec des personnages animés en images de synthèse, ce film d'aventure s'inspire de la vie de Flocon de Neige, un gorille des plaines de l'ouest ayant vécu au jardin zoologique de Barcelone de 1966 à 2003 et qui était l'unique gorille albinos connu.

## Synopsis
Flocon de Neige est l'unique gorille albinos au monde : à ce titre, il est le centre de l'attention des touristes dans le zoo où il réside. Mais il n'est pas aimé par les autres gorilles et souffre de sa particularité. Flocon a heureusement plusieurs amis : Ailur, une panthère noire bouddhiste réincarnée dans le corps d'un panda rouge, et Paula (Claudia Abate), une gentille petite fille. Avec leur complicité, il décide de s'échapper du zoo et d'aller trouver la Sorcière du Nord (Elsa Pataky), qui fait partie de l'équipe du cirque voisin, dans l'espoir qu'elle pourra l'aider à devenir un gorille normal. Mais une fois échappés du zoo, les trois amis sont confrontés à Thomas, un homme superstitieux et méchant persuadé que la dépouille de Flocon lui fournirait le parfait porte-bonheur.

## Fiche technique
- Titre original : Floquet de Neu
- Titre anglais : Snowflake, the White Gorilla
- Titre français : Snowflake, le gorille blanc
- Réalisation : Andrés G. Schaer
- Scénario : Albert Val et Amèlia Mora
- Musique originale : Zacarías M. de la Riva[2], générique américain: Stephan DeReine / Mychal Simka, interprété par Dallas Lovato
- Production : 	Julio Fernández, Gemma Larrègola, Jordi Roigé, Mychal Simka[2]
- Sociétés de production : Castelao Producciones, Filmax, Muf Animation, Télévision de Catalogne (TV3), Televisión Española (TVE), avec le soutien de la Généralité de Catalogne - Institut Català de les Indústries Culturals (ICIC)
- Sociétés de distribution : Notorious Pictures[2]
- Budget estimé : 5,5 millions d'euros[3]
- Pays :  Espagne ( Catalogne)
- Langues : anglais, catalan
- Durée : 86 minutes[2]
- Date de sortie :
  - Espagne : 23 décembre 2011
- À partir de 4 ans

## Distribution

### Distribution originale
- Elsa Pataky : la Sorcière du Nord
- Rosa Boladeras : Anna
- Pere Ponce : Luc de Sac
- Claudia Abate : Paula
- Joan Sulla : Leo
- Fèlix Pons Ferrer : Daniel

### Distribution américaine
- Ariana Grande : Snowflake
- David Spade : Jenga
- Jennette McCurdy : Petunia
- Nathan Kress : Elvis
- Dallas Lovato : Wendy
- Keith David : Elvis
- Christopher Lloyd : Dr. Archibald Pepper
- Diane Michelle : la Sorcière du Nord

## Diffusion en France
Le film a été diffusé à la télévision sur la chaîne française Gulli en mars 2013.

## Distinctions
En 2012, le film est nommé pour deux récompenses aux Premis Gaudí en Catalogne : le prix du Meilleur film et celui des Meilleurs effets visuels (mais il ne remporte finalement pas ces prix).